# سقوط بجاية (1510)
كان سقوط بجاية عبارة عن معركة استولت فيها الإمبراطورية الإسبانية على بجاية (المعروفة أيضاً باسم بوجي) والتي كانت حينها إمارة يحكمها فرع من السلالة الحفصية. وقعت المعركة في 1510. وخسر الإسبان المدينة مرة أخرى بعد 45 عاماً خلال فتح بجاية في (1555) على يد صالح ريس وإمارة كوكو.

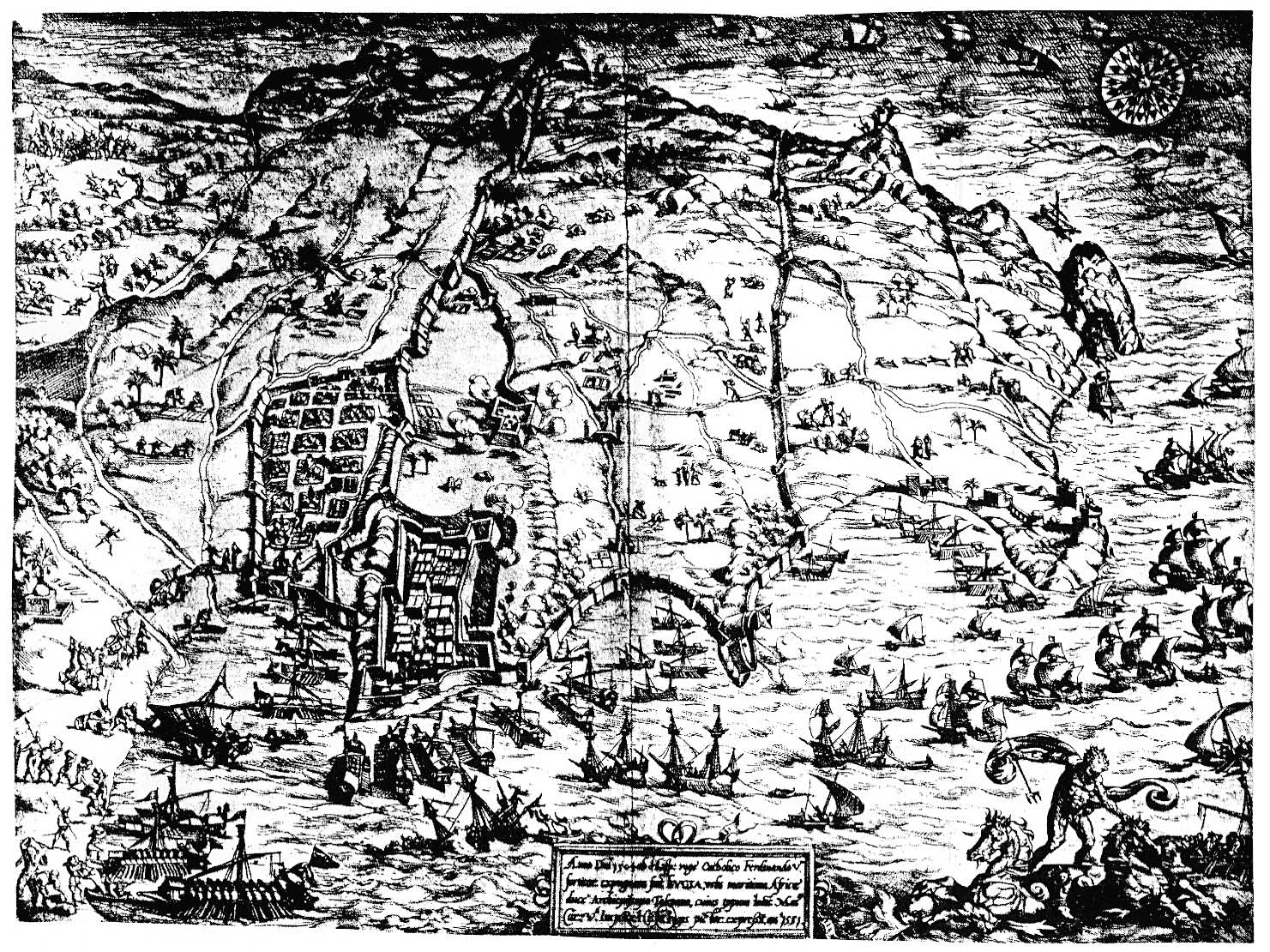
بجاية في 1551

## خلفية تاريخية
يذكر الحسن الوزان (ليون الأفريقي)، أن مدينة بجاية كانت محاطة بسور قديم وبها مدارس لتدريس القانون والرياضيات ومساجد وأسواق وبيمارستانات تخدم سكانًا يقدر عددهم بنحو «8000 نفس».
عندما طرد الملكان الكاثوليكيان (فرناندو الثاني ملك أراغون وإيزابيلا الأولى ملكة قشتالة) المسلمين من إسبانيا قرب نهاية القرن الخامس عشر، لجأوا إلى المدن الواقعة على ساحل شمال أفريقيا مثل وهران والجزائر وبجاية. وشنوا عمليات جهاد بحري من من قواعد في هذه الأماكن لمضايقة الإسبان وإلحاق الضرر بتجارتهم. وقد سحب السلطان أبو العباس عبد العزيز الامتيازات التجارية التي كان يتمتع بها التجار الكتالونيون في بجاية عام 1473. كما أرسل تعزيزات إلى الحكام الزيانيين في المرسى الكبير ووهران عندما هاجمهم الإسبان.
كلف الكاردينال ثيسنيروس الجنرال بيدرو نافارو بالاستيلاء على عدة أماكن أخرى في حوزة القراصنة على الساحل الجزائري وذلك عقب الاستيلاء على وهران في 1509. أبحر نافارو إلى بجاية في 1 يناير 1510 ووصل أسطوله إلى المدينة في 5 يناير. اختلفت المصادر الإسبانية (بدرجة كبيرة) والعربية حول عدة نقاط تتعلق بالمعركة التي تلت ذلك.

## سقوط المدينة

### رواية المصادر الاسبانية
نزلت قوات بيدرو نافارو وبدأت في التحرك نحو جبل قورايا حيث اتخذ منه السلطان عبد العزيز موقعاً مع عدد كبير من الجنود. فوجئ جنود السلطان بهذه الحركة الجريئة، فتخلوا عن مواقعهم وطاردهم الإسبان. وسرعان ما هاجمت القوات الإسبانية أسوار المدينة وتمكنت من دخولها دون مشقة. في حين فر السكان من الجانب الآخر من المدينة، معتقدين أن الإسبان يعتزمون نهب المكان فقط ثم ينسحبوا. فتوجهوا نحو معسكر السلطان عبد العزيز، بعدما تركوا المدينة لقمة سائغة للإسبان. وهو ما ذهب إليه الحسن الوزان الذي أكد أن سكان بجاية «فروا جميعاً إلى الجبال وعلى رأسهم الملك حاملين معهم كل ما يملكون دون أن يمتشقوا حساماً». هذا وتتفاوت تقديرات قوة الحملة الإسبانية من ثمانية آلاف إلى خمسة عشر ألف رجل.

### رواية المصادر العربية
أبحر الإسبان من المرسى الكبير بقيادة بيدرو نافارو تجاه جزر البليار يوم 30 نوفمبر 1509 لتحقيق مبدأ المفاجأة وإخفاء جهة حملته المرتقبة، حيث قضى شهر ديسمبر هناك وبعدما تلقى مدداً من إسبانيا أبحر نحو بجاية في مطلع يناير 1510 ووصلها يوم 5 يناير، حيث نزلت قواته في موقع الميناء القديم بالقرب من ضريح الشيخ عيسى السبوكي، وكان السلطان قد خصص هذه المنطقة للمسلمين الذين طردوا من إسبانيا لعدم وجود مساحة كافية داخل أسوار المدينة. كما كان الأندلسيون يسكنون حي سيدي عيسى والحدائق الواقعة على الجانب الآخر من المدينة، على جانب «الوادي الكبير» (وادي الصومام).
عندما نزل الإسبان، أرسلوا مبعوثين إلى أبو عبد الله ابن السلطان والشيخ ناصر الموريني وزير السلطان في المدينة للمطالبة باستسلامها. لكن مطلبهم جوبه بالرفض واستعد السكان للدفاع عن المدينة، بينما أقام الأسبان حاجزاً يمتد من حي سيدي عيسى إلى البحر. كما نصبوا مدفعيتهم في مواقع فوق جبل قورايا أخذت تقصف المدينة لمدة عشرة أيام.
في ذلك الوقت كان السلطان عبد العزيز في قسنطينة ضمن صراعه مع أخيه أبي بكر والي المدينة ولما علم بنبأ قدوم الإسبان عند بجاية، بعث ابنه أبا فارس ليجمع المقاتلين من أنحاء البلاد لصد الغزاة عن المدينة، ثم توجه أبو فارس إلى المدينة وانقسمت قواته إلى مجموعتين؛ مجموعة تسلقت الجبال ومجموعة ركبت القوارب لمباغتة الإسبان وخرج ابنا السلطان أبو فارس وأبو عبد الله من باب أمسيوين وباب سدّات لقيادة المجموعتين في هجومين متزامنين من البر والبحر، غير أن الهجومين مُنيا بالفشل وعندما وصل المقاتلون إلى التل الذي يفصل حي سيدي عيسى عن المدينة، ونجحوا في إجبار الإسبان على التقهقر غير أن الإسبان شنوا هجوماً مضاداً تمكنوا على إثره من هزيمة المهاجمين وردهم على أعقابهم حتى أسوار المدينة ويذكر أبو محمد عثمان التليلي، إمام المسجد الكبير، أن خسائر ذلك اليوم بلغت 4500 نفساًً منها ابنا السلطان. ويذكر الرواي أبو محمد بن عبد الحق وكان قد صحب المجموعة التي انطلقت عبر البحر أن عددها كان 520 رجلاً ولم تخسر إلا القليل فيما تمكنت من أخذ أسرى وانسحبت إلى مكان آمن.
أرسل السلطان عبد العزيز ما تبقى معه من قوات من العرب والقبائل إلى بجاية عندما علم بنبأ هذه الكارثة، رافضاً مقترحات السلام بناءً على نصيحة الأندلسيين الذين اعتبروا كلمة الإسبان غير موثوقة، بناءً على تجربتهم الخاصة. كذلك سارع أخوه أبو بكر والذي كان قد لجأ إلى بلزمة، بعدما استولى عبد العزيز على قسنطينة، إلى تحريك قواته هو الآخر نحو بجاية. تشير السجلات إلى أن أبو بكر قاتل بضراوة لمدة 8 أيام، ومنع السكان من الفرار وأجبرهم على المقاومة. واستمر هذا الوضع حتى اليوم الخامس من شهر صفر 915 هـ (الموافق 25 مايو 1510). فقد سمح عدم التنسيق والخلافات بين قوات عبد العزيز وأبو بكر للإسبان بدخول شوارع المدينة. وفي اليوم التالي شنوا هجوماً عاماً. مما اضطر الأمير أبو بكر، الذي كان يُقاتل في قصر الكوكب (ويُعرف أيضاً باسم قصر النجمة وهو موقع برج موسى الحالي) إلى الفرار بعد مقتل الكثير من جنده، خوفاً من الوقوع في أيدي أعدائه. بينما فر سكان المدينة بمجرد أن تيقنوا من انتصار الإسبان. منهم قسم نزح إلى الجبال الواقعة جهة جيجل وقسم ثان نزح إلى قبائل الزواوة وقسم ثالث نزح إلى إيث يعلى شرق بني فرقان، بينما غادر الشيخ ناصر الموريني المدينة تصحبه عائلة السلطان إلى جبل بني عبد الجبار على الضفة اليمنى من وادي الصومام.

## تأريخ مثير للجدل حول المعركة
ترك الإسبان نقشاً يزين باب القصبة:
«FERDINANDVS V REX HISPA NIAE INCLITVS VI ARMORVM PERFIDIS AGA RENIS HANC ABSTVLIT VR BEM ANNO MDVIIII» «استولى فرديناند الخامس، ملك إسبانيا المبجل، على هذه المدينة بقوة السلاح من أولاد هاجر الغادرين في عام 1509.» أدى هذا النقش إلى وقوع خلاف علمي حول التاريخ الفعلي للحملة الإسبانية، ولكن نظراً لأن التقويم القديم اعتبر أن العام الجديد بدأ في مارس، فإن تاريخ 1509 (أي أوائل 1510 حسب الحسابات الحديثة) سيكون متسقاً مع الرواية الواردة في المصادر الإسبانية حول السقوط السريع للمدينة. ونظراً لأنه لا يمكن التوفيق بين هذا التاريخ وتاريخ سقوط المدينة في مايو الوارد في المصادر العربية، فمن المحتمل أن يشير النقش إلى التاريخ الذي أذن فيه فرديناند بالحملة، أو تاريخ مغادرتها، بدلاً من الإشارة إلى سقوط المدينة.

## التداعيات
عاث الإسبان فساداً بالمدينةبعد استيلائهم عليها ونهبوها قصورها ومساجدها وشحنوا ما نهبوه على ثلاثين مركباً، غير أن عاصفة هبت أغرقت أغلبهم. وقد سمحوا لسكان المدينة بالعودة، شرط دفعهم تكاليف الحرب ودفع ضريبة منتظمة وأيضاً التكفل بمؤونة الحامية الإسبانية. كذلك استولى الإسبان على مدينة عنابة في نفس العام.
أراد الأمير أبو بكر مواصلة الحرب ضد الإسبان، ونظم المقاومة حول بجاية لاستعادتها. كما قتل شقيقه السلطان عبد العزيز في معركة عند تكركات (بين سطيف وبجاية) وسار نحو قسنطينة واستعادها. ولقب نفسه بالسلطان، على عكس رغبة المشايخ الحفصيين الذين فضلوا عباس نجل عبد العزيز. لكن عباس سعى للتحالف مع الإسبان لاستعادة لقب سلطان بجاية من أبو بكر. وفي النهاية أسس إمارته الخاصة، سلطنة بني عباس.
واصل أبو بكر محاولته استعادة بجاية ونجح في طرد الإسبان من عنابة في 1513، غير أن قوات حفصية من تونس استولت عليها. قلل الأسبان محيط الجدران لتسهيل الدفاع عنها. نجحت إحدى غارات أبو بكر في اختراق المدينة في منطقة باب البنود، كذلك دعا أبو بكر قراصنة بربروس في 1512 لمحاولة حصار المدينة براً وبحراً.